# Шънджоу 2
Шънджоу 2 (на китайски: 神舟二号) е вторият непилотиран космически кораб Шънджоу. В капсулата за връщане на Земята имаше маймуна, куче и заек като тест на животоподдържаяите системи. Модулът се отдели от кораба след малко повече от седем дена в космоса. Самият кораб остана в космоса още 220 дена.
Шънджоу 2 беше предвиден за доста по-сериозни тестове на кораба от Шънджоу 1. Той промени орбитата си три пъти:
- от 196,5 х 333,8 км на 327,7 х 332,7 км
- от 327,7 х 332,7 км на 329,3 х 339,4 км
- от 329,3 х 339,4 км на 328,7 х 345,4 км

Освен животните, на борда имаше и 69 научни експеримента. 15 бяха върнати с модула за завръщане на Земята, а 37 на външна платформа.
Китай не публикува снимки от кацането, което доведе до появата на слухове, че кацането не е било успешно. Според Шведската космическа корпорация, една от връзките между капсулата и парашутите се скъсала, което довело до твърдо кацане.
Мисията на орбиталния модул продължи до 24 август, когато беше контролирано свален от орбита и изгорен в атмосферата.

## Параметри на мисията
- Маса: 7400 кг
- Перигей: 330 км
- Апогей: 346 км
- Инклинация: 42.6°
- Период: 91.3 минути
- NSSDC ID: 2001-001A